# Simón de León Leal
Simón Francisco de León Leal (Madrid, 1610 – 1687) è stato un pittore spagnolo.

## Biografia

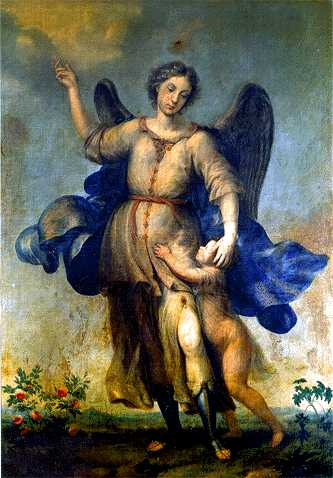
Angelo custode, firmato «S.L.L. 1686», olio su tela, 207 x 147 cm, Madrid, Ministero dell'Economía e dell'Industria

La sua opera più importante è il ciclo di ventun quadri con Storie di Gesù Bambino, nella cupola del noviziato dei gesuiti a Madrid, dipinti sotto l'influsso di Antoon van Dyck.